# Vuurboet

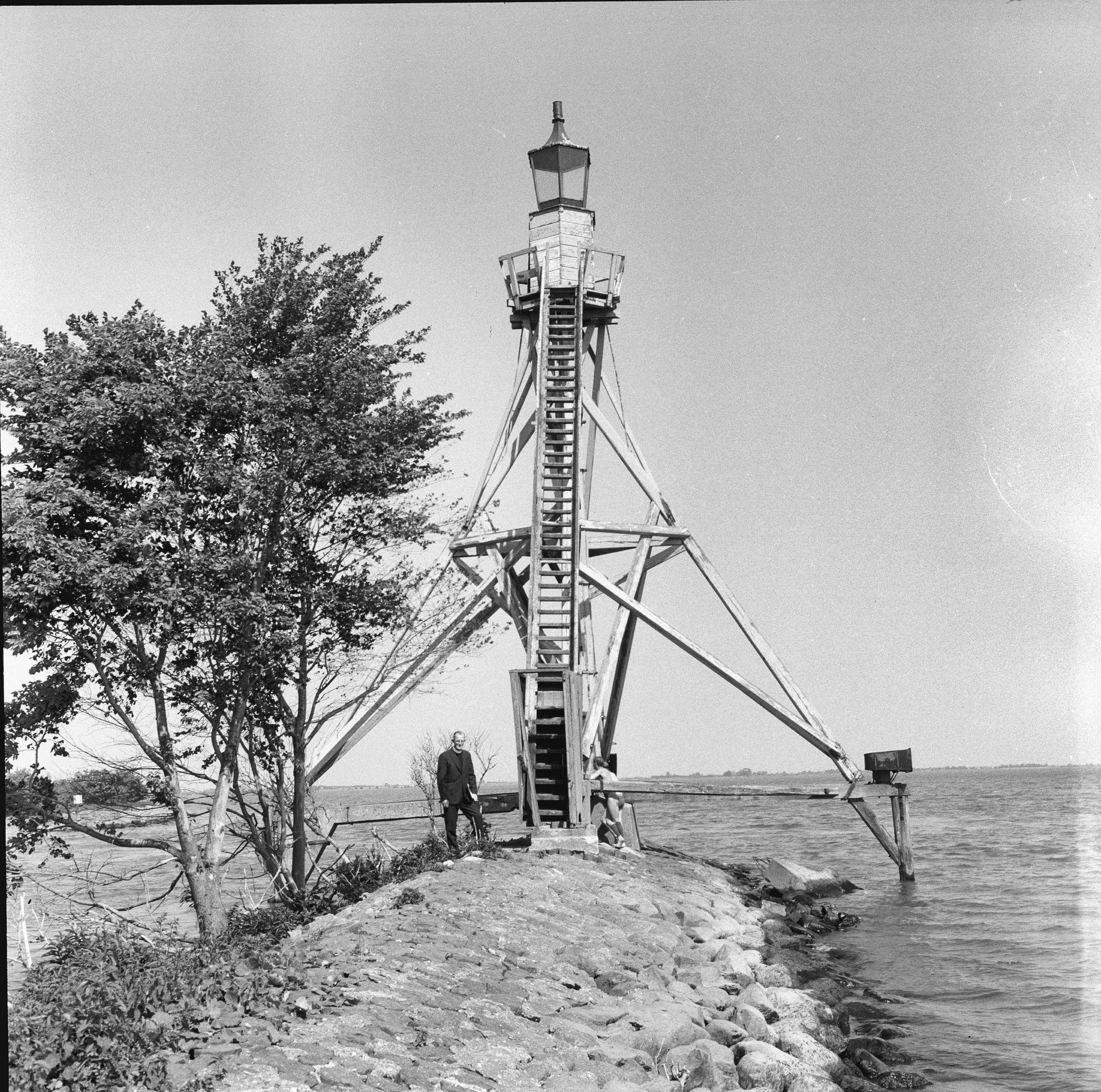
De vuurbaak van Hoorn

Een vuurboet of vuurbaak was een meestal vierhoekig stenen bouwseltje, staande op een hoger gelegen duintop aan de zeekust. Ze gaf een vrij zicht richting zee. Voor een dergelijk bouwsel waren ook de benaming vuurpan in gebruik. De taak van een vuurboet kwam overeen met die van de latere vuurtoren. 

## Functie
Een vuurboet moest aan (vooral) plaatsgebonden vissersscheepjes die in het duister de kust naderden aangeven waar zij zich, ten opzichte van het dorp waartoe de vuurboet behoorde, bevonden. Het vuur van een vuurboet werd na het invallen van het donker ontstoken, zodat in het duister van de avond of nacht een peilpunt werd gecreëerd waarop met name deze vissersscheepjes van het bewuste kustdorp of van aanpalende kustdorpjes zich konden oriënteren.

## Ouderdom
Wanneer de vuurboet functioneel is geworden, is niet exact aan te geven. Aangetroffen vastleggingen suggereren dat voorafgaand aan de vuurboeten aan de kust open vuren werden gestookt tot aan het moment waarop alle scheepjes van een desbetreffend kustdorp aldaar waren aangeland. Daarna werd het (hout)vuur gedoofd. Vlaamse publicaties melden de aanwezigheid van de vuurboet in de 15de eeuw. De enige leidraad richting vuurboet vormen voor wat betreft Nederland de Hollandse ordinanties en de reglementen van kustdorpen uit vroeger tijden. Los daarvan blijken ook hoogheemraadschappen een mate van zeggenschap te hebben gehad. Hoe dan ook: vanuit de 16de eeuw zijn in archieven notaties terug te vinden die de aanwezigheid van vuurboeten, vuurbaken of vuurpannen aantonen. 

## Kerkelijk belang
Kerk en samenleving waren vanouds met elkaar verweven en zelfs met elkaar verstrengeld. Wanneer vanuit de genoemde samenleving - die immers de aanwezigheid van een vuurboet had gepropageerd en gerealiseerd - verschillen van mening ontstonden over het fenomeen vuurboet, werd in meerdere gevallen van de plaatselijke kerk hiervoor arbitrage gevraagd en verkregen. Zowel het toenmalige gezag van een kerk als haar vanzelfsprekende kracht waar het organisatie betrof, bracht in zo'n geval redding. 
In samenwerking met het stedelijke bestuur werden vuurbaakmeesters benoemd. De kerk schonk hun in ruil een vrije zitplaats en bij koude een vuurtest in de kerk. Via de vuurbaakmeesters werd toezicht uitgeoefend en werden bij de vissers bijdragen geïncasseerd voor reparaties en voor de benodigde brandstof. Een der vuurbaakmeesters werd rentmeester; deze ontving een jaarlijkse vergoeding.    

## Brandstof
Over de plaats waar, in of op een vuurboet, het vuur zich bevond zijn wisselende beschrijvingen voorhanden. Zo kende men een vuurboet die aan haar bovenzijde was voorzien van een plat vlak waarop een vuur werd ontstoken. Het nut daarvan kan worden betwijfeld wanneer er op een zeker moment sprake zou zijn van storm en/of regen. Praktischer was het toenmalige bestaan van een vuurkorf die naast de vuurboet kon worden opgehesen. In de 16de eeuw is al sprake van het gebruik van kolen als brandstof. Wellicht dat voordien gebruik is gemaakt van turf.